# Escala de Apgar
A Escala ou Índice de Apgar é um teste desenvolvido pela Dra. Virginia Apgar (1909 – 1974), médica norte-americana, que consiste na avaliação por um pediatra de 5 sinais objetivos do recém-nascido, atribuindo-se a cada um dos sinais uma pontuação de 0 a 2. O teste, aplicado duas vezes (no primeiro e no quinto minuto após o nascimento), é utilizado para avaliar o ajuste imediato do recém-nascido à vida extrauterina, sendo que os sinais avaliados são: frequência cardíaca, respiração, tônus muscular, irritabilidade reflexa e cor da pele. O somatório da pontuação (no mínimo 0 e no máximo 10) resultará no Índice de Apgar e o recém-nascido será classificado como:
- sem asfixia (Apgar 8 a 10);
- com asfixia leve (Apgar 5 a 7);
- com asfixia moderada (Apgar 3 a 4) ou
- com asfixia grave: Apgar 0 a 2.

A sigla 'APGAR' é uma espécie de acróstico relacionando a Virginia Apgar, neonatologista que propôs tal sistematização da avaliação clínica: Appearance, Pulse, Grimace, Activity, Respiration. Em Português: Aparência, Pulso, Gesticulação, Atividade, Respiração.
No momento do nascimento, este índice é útil como parâmetro para avaliar as condições do recém-nascido e orientar nas medidas a serem tomadas quando necessárias, entretanto não deve ser usado para definir a necessidade de reanimação neonatal, já que esta deve ser instituída ainda no primeiro minuto de vida, antes da primeira aferição do Apgar. As notas obtidas nos primeiro e quinto minutos são comumente registradas na caderneta/cartão de saúde da criança e permitem identificar posteriormente as condições de nascimento desta criança (se ela nasceu sem asfixia ou com asfixia leve, moderada ou grave). Se no quinto minuto de vida se obtiver um Apgar menor ou igual a 6 deve-se continuar calculando o índice de 5 em 5 minutos (no décimo minuto, décimo quinto, e assim em diante) até se obter pontuação maior que 6.

## Critérios
|                                  | Índice 0                               | Índice 1                                                     | Índice 2                                                              | Componente do retroacrônimo |
| -------------------------------- | -------------------------------------- | ------------------------------------------------------------ | --------------------------------------------------------------------- | --------------------------- |
| Cor da pele                      | Cianose (coloração azulada) ou palidez | Cianose nas extremidades ou acrocianose (coloração arroxada) | Sem cianose. Corpo e extremidades rosados                             | Aparência                   |
| Pulsação arterial                | Não detectável                         | < 100 batimentos por minuto                                  | > 100 batimentos por minuto                                           | Pulso                       |
| Irritabilidade Reflexa (caretas) | Sem resposta a estímulo                | Algum movimento                                              | Choro vigoroso, tosse, espirro, ou careta                             | Gesticulação                |
| Atividade (tônus muscular)       | Flacidez (nenhuma ou pouca atividade)  | Alguns movimentos das extremidades (braços e pernas)         | Muita atividade: braços e pernas flexionados, que resistem à extensão | Atividade                   |
| Esforço respiratório             | Ausente                                | Fraco/lento, irregular                                       | Forte, choro vigoroso                                                 | Respiração                  |

## Interpretação dos índices

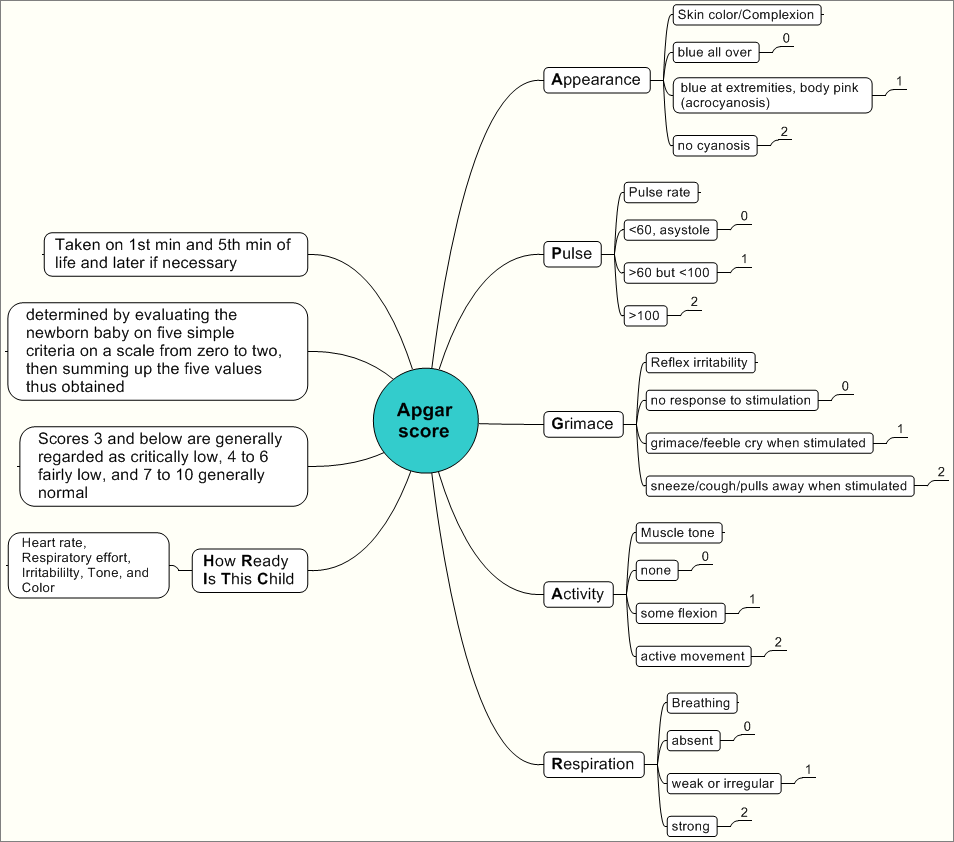
Mapa mental do resumo do índice de Apgar (em inglês)

O teste é geralmente realizado no primeiro e quinto minutos após o nascimento e é repetido posteriormente se o índice permanece baixo. O boletim Apgar de primeiro minuto é considerado como um diagnóstico da situação presente, índice que pode traduzir sinal de asfixia e da necessidade de ventilação mecânica. Já o Apgar de quinto minuto (e o de décimo minuto) são considerados mais acurados, levando ao prognóstico da saúde neurológica da criança (sequela neurológica ou morte).
Nota 7 e superiores geralmente indicam normalidade, 4 a 6 um pouco baixa e 3 e menores são criticamente baixas.
Uma pontuação baixa no teste de primeiro minuto pode indicar que o recém-nascido requer atenção médica, mas não indica que o bebê será pouco saudável no futuro, particularmente se aumenta na nota de quinto minuto. Significa simplesmente que ele precisa de assistência médica e acompanhamento temporários.
Uma pontuação Apgar que permanece menor que 3 em testes posteriores — como no 10o, 15o ou 30o minutos — pode indicar um dano neurológico posterior, incluindo um pequeno, mas significativo aumento do risco de paralisia cerebral. Contudo, o propósito do teste de Apgar é rapidamente determinar se o recém-nascido precisa ou não de cuidados médicos imediatos. Ele não deve ser aplicado para prever problemas de saúde futuros.
A nota máxima (10) é incomum, devido à prevalência de cianose transitória e não difere substancialmente de uma pontuação 9. Cianose transitória é comum, particularmente em bebês nascidos em altitudes elevadas. Um estudo que comparou bebês nascidos no Peru perto do nível do mar com bebês nascidos a uma altitude muito alta (4340 m) encontrou uma diferença média significativa no primeiro índice de Apgar, mas não o segundo. A saturação de oxigênio também foi menor em alta altitude.

## Retroacrônimo
Por volta de 10 anos após a publicação inicial, o acróstico para APGAR foi criado nos Estados Unidos da América como um mnemônico para facilitar o aprendizado: Appearance (cor da pele), Pulse (pulsação arterial), Grimace (irritabilidade reflexa), Activity (atividade), and Respiration (esforço respiratório).
Português: Aparência, Pulso, Gesticulação, Atividade, Respiração;
Espanhol: Apariencia, Pulso, Gesticulación, Actividad, Respiración;
Francês: Apparence, Pouls, Grimace, Activité, Respiration;
Alemão: Atmung, Puls, Grundtonus, Aussehen, Reflexe, representando os mesmos testes, mas em ordem diferente (respiração, pulso, atividade, aparência, gesticulação).
Outro epónimo acróstico do nome de Virginia Apgar é American Pediatric Gross Assessment Record (Registro Americano de Avaliação Pediátrica).
Outro mnemônico para o teste é “How Ready Is This Child?” ("Quão pronta está esta criança?") — que resume os critérios de teste como frequência cardíaca (Heart rate), esforço Respiratório, Irritabilidade, Tom e Cor.